# Kevin Giovesi
Kevin Giovesi (* 8. November 1993 in Rho) ist ein ehemaliger italienischer Automobilrennfahrer.

## Karriere
Giovesi begann seine Motorsportkarriere 2005 im Kartsport, in dem er bis 2008 aktiv blieb. 2009 wechselte er in den Formelsport. Auf Anhieb gelang es ihm, die Formel Lista junior zu gewinnen. 2010 nahm Giovesi an der italienischen Formel-3-Meisterschaft teil. Nach einer Veranstaltung bei BVM-Target Racing wechselte er zu JD Motorsport. Mit einem sechsten Platz als bestem Ergebnis erreichte er in seiner Debütsaison den 15. Platz in der Fahrerwertung. 2011 wechselte Giovesi innerhalb der italienischen Formel 3 zu Lucidi Motorsport. Er gewann zwei Rennen und wurde Siebter in der Meisterschaft. Damit setzte er sich gegen seine Teamkollegen Víctor Guerin und Eddie Cheever III durch, die auf den Plätzen hinter ihm lagen. 2012 trat Giovesi zunächst in der European F3 Open für DAV Racing an. Mit einem dritten Platz als bestem Ergebnis wurde er Sechster in der Fahrerwertung. Da er in einem älteren Fahrzeugmodell an den Start ging, war er auch in der Copa-Wertung punkteberechtigt. Diese entschied er für sich. An der letzten Veranstaltung nahm er nicht mehr teil. Darüber hinaus stieg Giovesi 2012 zum vierten von acht Rennwochenenden in die italienische Formel-3-Meisterschaft ein. Für Ghinzani Arco Motorsport startend gewann er drei Rennen und erreichte auch in dieser Serie den sechsten Platz der Gesamtwertung. Außerdem nahm Giovesi an je einer Veranstaltung des Formel Renault 2.0 Eurocups und der nordeuropäischen Formel Renault teil.
2013 startete Giovesi zunächst in der GP2-Serie für Venezuela GP Lazarus. Nach dem vierten Rennwochenende verlor er sein Cockpit. Er war im Gegensatz zu seinem Teamkollegen René Binder ohne Punkte. Giovesi wechselte in die Auto GP zu Ghinzani Arco Motorsport. Bereits beim ersten Rennwochenende erreichte er einen dritten Platz. Bei seiner zweiten Teilnahme wurde er Zweiter im Hauptrennen. Mit insgesamt fünf Podestplatzierungen schloss er die Saison auf dem sechsten Platz ab. 2014 erhielt Giovesi ein Vollzeitcockpit in der Auto GP bei Eurotech Engineering, die sich während der Saison in FMS Racing umbenannten. Er gewann zwei Rennen und wurde dreimal Dritter. In der Meisterschaft belegte er am Saisonende den fünften Gesamtrang. Darüber hinaus absolvierte er zwei Gaststarts in der Euroformula Open, der Nachfolgeserie der European F3 Open, für DAV Racing. Im November kehrte er für das letzte Rennwochenende der Saison 2014 in die GP2-Serie zurück und ging für Rapax als Verletzungsvertretung für Adrian Quaife-Hobbs an den Start.

## Statistik

### Karrierestationen
| - 2005–2008: Kartsport - 2009: Formel Lista junior (Meister) - 2010: Italienische Formel 3 (Platz 15) - 2011: Italienische Formel 3 (Platz 7) | - 2012: European F3 Open (Platz 6) - 2012: Italienische Formel 3 (Platz 6) - 2012: Formel Renault 2.0 Eurocup (Platz 41) - 2012: Nordeuropäische Formel Renault (Platz 40) | - 2013: GP2-Serie (Platz 29) - 2013: Auto GP (Platz 6) - 2014: Auto GP (Platz 5) - 2014: GP2-Serie (Platz 33) |

### Einzelergebnisse in der GP2-Serie
| Jahr | Team                 | 1   | 2   | 3   | 4   | 5   | 6   | 7   | 8   | 9   | 10  | 11  | 12  | 13  | 14  | 15  | 16  | 17  | 18  | 19  | 20  | 21  | 22  | Punkte | Rang |
| ---- | -------------------- | --- | --- | --- | --- | --- | --- | --- | --- | --- | --- | --- | --- | --- | --- | --- | --- | --- | --- | --- | --- | --- | --- | ------ | ---- |
| 2013 | Venezuela GP Lazarus | MAS | MAS | BRN | BRN | ESP | ESP | MON | MON | GBR | GBR | GER | GER | HUN | HUN | BEL | BEL | ITA | ITA | SIN | SIN | UAE | UAE | 0      | 29.  |
| 2013 | Venezuela GP Lazarus | 16  | 10  | DNF | 17  | DNF | 17  | DNF | 20  | INJ | INJ |     |     |     |     |     |     |     |     |     |     |     |     | 0      | 29.  |
| 2014 | Rapax                | BRN | BRN | ESP | ESP | MON | MON | AUT | AUT | GBR | GBR | GER | GER | HUN | HUN | BEL | BEL | ITA | ITA | RUS | RUS | UAE | UAE | 0      | 33.  |
| 2014 | Rapax                |     |     |     |     |     |     |     |     |     |     |     |     |     |     |     |     |     |     |     |     | 19  | 20  | 0      | 33.  |